# Carsten Hansen
Carsten Hansen, né le 10 janvier 1957 à Odense (Danemark), est un homme politique danois, membre des Sociaux-démocrates (SD) et ministre de la Ville, du Logement et des Affaires rurales entre 2011 et 2015, et ministre de la Coopération nordique entre 2014 et 2015.

## Biographie
Engagé au sein de la Social-démocratie, Carsten Hansen est élu député au Folketing lors des élections législatives de mars 1998. Il est réélu en 2001 et en 2005,.
Il soutient Frank Jensen pour la présidence des sociaux-démocrates lors du congrès d'avril 2005, finalement remporté par Helle Thorning-Schmidt. Il critique alors la ligne politique de cette dernière dans les mois suivants son élection. En 2006, il devient le président du groupe parlementaire du parti.
Il est réélu pour un quatrième mandat lors des élections législatives anticipées de novembre 2007, et est ensuite reconduit comme président du groupe parlementaire social-démocrate,.
Il remporte un cinquième mandat lors des élections législatives du 15 septembre 2011, qui marquent la victoire du bloc de gauche. Le 3 octobre, il est nommé ministre de la Ville, du Logement et des Affaires rurales dans le gouvernement formé par Helle Thorning-Schmidt.
Le 3 février 2014, quand Helle Thorning-Schmidt forme un nouveau gouvernement suite au départ du Parti populaire socialiste de sa coalition, Carsten Hansen est reconduit dans son rôle de ministre de la Ville, du Logement et des Affaires rurales, et devient également ministre de la Coopération nordique.
Candidat à un sixième mandat, il échoue à être réélu lors des élections législatives de juin 2015, qui marquent le retour de la gauche dans l'opposition. Il devient alors le premier suppléant pour les sociaux-démocrates dans sa circonscription de Funen. En octobre, il annonce qu'il ne sera pas candidat aux prochaines élections législatives et qu'il se retire de la vie politique nationale.
En février 2016, il annonce sa candidature aux élections municipales de novembre 2017 à Odense. Il annonce toutefois renoncer à cette candidature en mars 2017.
En septembre 2016, il est recruté comme lobbyiste par le cabinet de conseil Rud Pedersen. En tant que premier suppléant social-démocrate à Funen, il siège brièvement comme membre temporaire du Folketing entre avril et juin 2018 pendant le congé de la députée Trine Bramsen.